# Cephalaria goetzei
Cephalaria goetzei är en tvåhjärtbladig växtart som beskrevs av Adolf Engler. Cephalaria goetzei ingår i släktet jätteväddar, och familjen Dipsacaceae. Inga underarter finns listade i Catalogue of Life.